# 白崎みなみ
白崎 みなみ（しらさき みなみ、1996年8月15日 - ）は、日本の女子バスケットボール選手である。ポジションはシューティングガード。Wリーグのシャンソン化粧品シャンソンVマジック所属。

## 来歴
埼玉県出身。
市立柏高校から奈良学園大に進みインカレを経験。
卒業後はAC播磨イーグレッツに加入。チームは姫路イーグレッツとなり2022年よりWリーグに参入、主将を務める。参入初年度の2022-23シーズンはルーキーオブザイヤーと得点王をダブル受賞。
2023年、シャンソン化粧品シャンソンVマジックに移籍。

## 受賞歴
- 2022-23Wリーグ ルーキーオブ・ザ・イヤー
- 2022-23Wリーグ 得点王